# Lód włóknisty

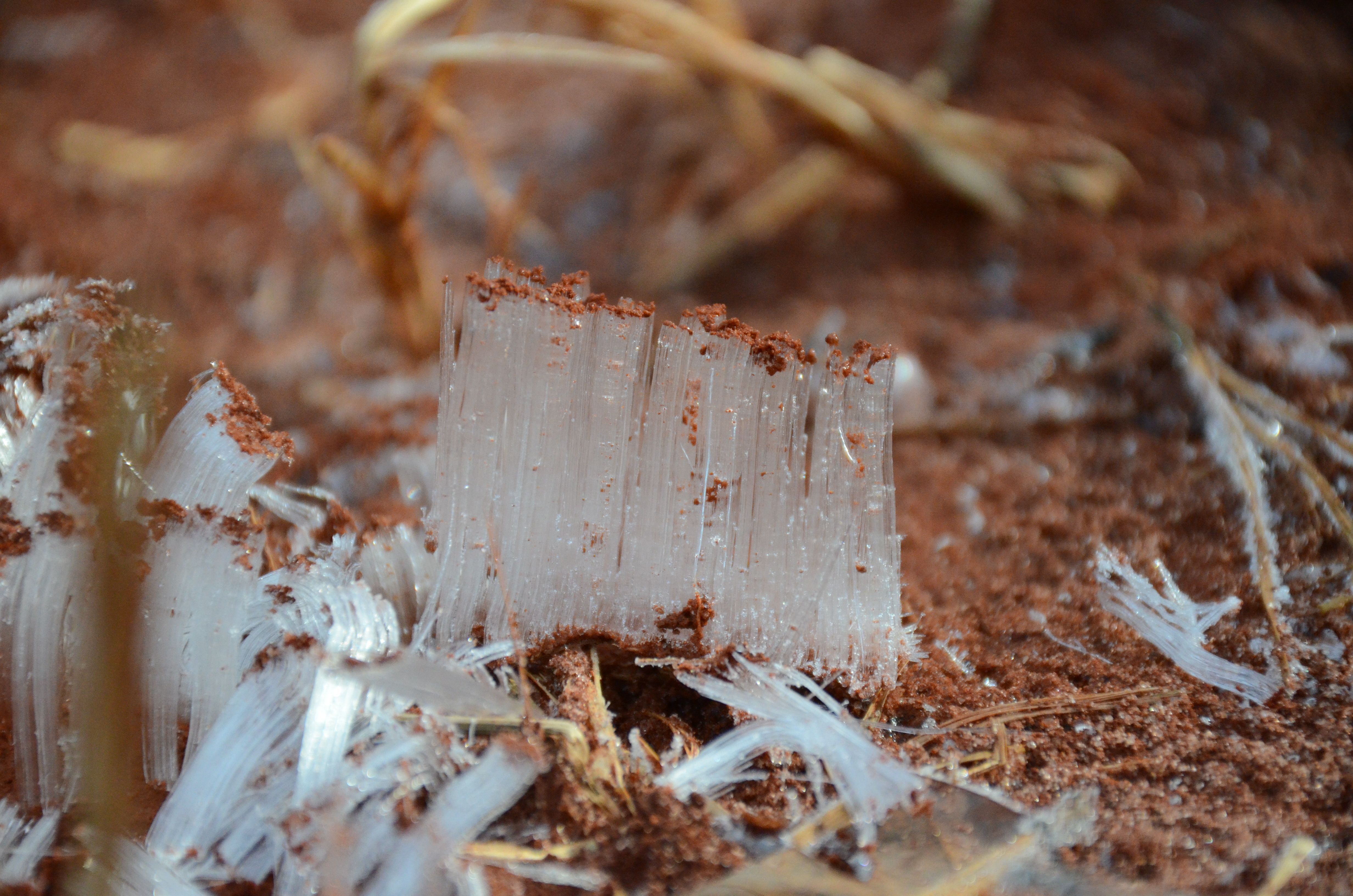
Igły lodowe unoszące ziarna gleby

Lód włóknisty – rodzaj kryształów lodowych, tworzących się z wód glebowych w glebach w nie obfitych.
Zazwyczaj narastają pionowo względem podłoża, tworząc podobne do igieł kryształy (w języku angielskim nazywane są właśnie „needle ice” – igłowy lód). Zwykle powstają, kiedy podłoża nie pokrywa śnieg. Do podstaw lodowych kryształów przyczepiają się kolejne, mniejsze, a także kawałki gleby, tworząc coraz wyższy kryształ; w przypadku kilkunastodniowego rozwoju takiego tworu może on mieć do 400 mm wysokości. Jako że kryształy lodu włóknistego zaczynają tworzyć się w glebie, rosnąc ku górze mogą uszkadzać korzenie lub nory zwierząt. Jeżeli gleba została pozbawiona roślinności, lód włóknisty znacznie utrudnia ponowny jej wzrost, tym samym narażając glebę na erozję.